# Godsdienstwaanzin
Godsdienstwaanzin is een verouderde term die in de volksmond werd gebruikt wanneer in een psychose de religieuze inhoud sterk op de voorgrond trad. Het gebruik van de term impliceerde vaak dat patiënten ziek waren geworden als gevolg van het te veel bezig zijn met godsdienst. De Van Dale definieert godsdienstwaanzin als een vorm van krankzinnigheid die wordt veroorzaakt door godsdienstige dweperij.

## Kenmerken
Onder godsdienstwaanzin werden verschillende religieuze wanen verstaan, waaronder:
- De overtuiging hebben om de messias of een andere religieuze leider te zijn (messiascomplex);
- De overtuiging dat het einde der tijden nabij is (apocalypswaan);
- De overtuiging van vervolging door bovennatuurlijke krachten;
- De overtuiging hebben in gesprekken direct te communiceren met engelen of God;
- De overtuiging ingevingen te hebben van God;
- De overtuiging een speciale relatie te hebben met God;
- De overtuiging hebben door God te spreken;
- De overtuiging hebben God te zijn.

Tussen 20 tot 65 procent van alle waanvoorstellingen heeft een religieuze inhoud. Om iemand als godsdienstwaanzinnig te classificeren moet zijn of haar overtuiging een duidelijk individueel karakter hebben. Sterk aangehangen overtuigingen die gemeengoed zijn binnen een religieuze of spirituele context, zoals het geloof dat men de stem van Jezus kan horen, worden daarom niet beschouwd als godsdienstwanen.

## Visies

### Rudolf Steiner
Volgens Rudolf Steiner verwees godsdienstwaanzin slechts naar symptomen en niet naar de oorzaken van de geestelijke stoornis. Hij geloofde dat niemand waanzinnig wordt door een religieus idee op zich. In plaats daarvan benadrukte hij dat wanneer iemand ziek wordt, terwijl die persoon in religieuze ideeën leeft, deze ideeën zullen vervormen als gevolg van de ziekte.

### Samuel Pfeifer
Uit gesprekken met artsen, theologen en andere christenen constateerde psychiater Samuel Pfeifer dat er vier grondhoudingen bestaan tussen religie en psychiatrie. Een daarvan is dat psychiatrische ziekten door de godsdienst veroorzaakt of verergerd zouden worden. Hiermee worden begrippen als religieuze psychose en godsdienstwaanzin in verband gebracht. Met de groeiende vervreemding tot de kerk en religie, zouden ook de religieuze componenten van schizofrenie en depressieve wanen afnemen.

## Geschiedenis
Binnen de kringen van wat men de gereformeerde psychiatrie noemde, bestond aanzienlijke weerstand tegen de termen 'godsdienstwaanzin' en 'overdreven godsdienstzin'. Deze termen werden gezien als indicaties van een vermeende godsdienstvijandige houding door de bestaande psychiatrie en dienden als argument voor de wens naar een eigen, religieus geaarde psychiatrie. Deze gereformeerden stelden de vraag hoe godsdienst iemand waanzinnig kon maken, aangezien zij geloofden dat ware godsdienstigheid juist de beste preventie tegen en behandeling voor waanzin was. Tegen het einde van de 19e eeuw raakte de term 'godsdienstwaanzin' binnen de psychiatrie in onbruik omdat het geen specifiek ziektebeeld beschreef. Religie kon immers een integraal onderdeel vormen van verschillende ziektebeelden, soms zelfs de belangrijkste inhoud van de symptomen.
In moderne godsdienstpsychologie en godsdienstpsychopathologie is uitgebreid onderzoek gedaan naar de verbanden tussen religie en psychisch functioneren. Daarin wordt herhaaldelijk benadrukt dat de relatie niet altijd duidelijk is en dat de invloed van religie meestal indirect is.